# Bogdan Vujošević
Bogdan Vujošević, črnogorski general, * 26. januar 1912, † 10. julij 1981.

## Življenjepis
Leta 1936 je postal član KPJ in leta 1941 se je pridružil NOVJ; med vojno je bil politični komisar več enot.
Po vojni je bil politični komisar divizije, načelnik političnega oddelka armade, načelnik Kadrovske uprave Politične uprave JLA, politični komisar VVA JLA, načelnik Politične šole JLA,...